# Forrest Lasso
Forrest Baldwin Lasso (Raleigh, 11 maggio 1993) è un calciatore statunitense, difensore del T.B. Rowdies.

## Carriera
Cresciuto calcisticamente nella Capital Area Soccer League, dal 2011 al 2014 ha praticato calcio a livello scolastico con il Wofford College. Inoltre, nella stagione 2013, ha fatto parte della rosa del GPS Portland Phoenix, formazione della Premier Development League.
Poco prima dell'inizio della stagione 2015, si trasferisce ai Charleston Battery, militanti nell'USL. Nel novembre 2017 viene acquistato dall'FC Cincinnati, club dell'USLC (ex USL). Al termine della stagione 2018, la squadra decide di passare in MLS; ha esordito in quest'ultima categoria il 24 marzo 2019, disputando l'incontro vinto per 0-2 contro i N.E. Revolution. A causa del suo scarso impiego (7 presenze, di cui 5 in campionato e 2 in coppa), nel mese di luglio viene ceduto in prestito al Nashville fino al termine della stagione.
Il 17 dicembre 2019, in vista della stagione 2020, viene acquistato a titolo definitivo dai T.B. Rowdies.
L'11 gennaio 2022 firma un contratto triennale con il GIF Sundsvall, società neopromossa nell'Allsvenskan. Sul finire della stagione viene messo fuori rosa per motivi disciplinari, dopo essere stato criticato più volte durante la stagione per aver messo in evidenza le proprie giocate sui social media anche quando la squadra perdeva, incluso il giorno della matematica retrocessione.

## Statistiche

### Presenze e reti nei club
Statistiche aggiornate al 20 ottobre 2022.
| Stagione                  | Squadra                   | Campionato                | Campionato | Campionato | Coppe nazionali | Coppe nazionali | Coppe nazionali | Coppe continentali | Coppe continentali | Coppe continentali | Altre coppe | Altre coppe | Altre coppe | Totale | Totale |
| Stagione                  | Squadra                   | Comp                      | Pres       | Reti       | Comp            | Pres            | Reti            | Comp               | Pres               | Reti               | Comp        | Pres        | Reti        | Pres   | Reti   |
| ------------------------- | ------------------------- | ------------------------- | ---------- | ---------- | --------------- | --------------- | --------------- | ------------------ | ------------------ | ------------------ | ----------- | ----------- | ----------- | ------ | ------ |
| 2015                      | Charleston Battery        | USL                       | 11+2       | 0+1        | USOC            | 1               | 0               |                    | -                  | -                  |             | -           | -           | 14     | 1      |
| 2016                      | Charleston Battery        | USL                       | 16+1       | 1+0        | USOC            | 1               | 0               |                    | -                  | -                  |             | -           | -           | 18     | 1      |
| 2017                      | Charleston Battery        | USL                       | 26+1       | 6+0        | USOC            | 3               | 2               |                    | -                  | -                  |             | -           | -           | 30     | 8      |
| Totale Charleston Battery | Totale Charleston Battery | Totale Charleston Battery | 53+4       | 7+1        |                 | 5               | 2               |                    | -                  | -                  |             | -           | -           | 62     | 10     |
| 2018                      | FC Cincinnati             | USL                       | 29+2       | 3+0        | USOC            | 2               | 0               |                    | -                  | -                  |             | -           | -           | 33     | 3      |
| gen.-lug. 2019            | FC Cincinnati             | MLS                       | 5          | 0          | USOC            | 2               | 0               |                    | -                  | -                  |             | -           | -           | 7      | 0      |
| Totale FC Cincinnati      | Totale FC Cincinnati      | Totale FC Cincinnati      | 34+2       | 3+0        |                 | 4               | 0               |                    | -                  | -                  |             | -           | -           | 40     | 3      |
| lug.-nov. 2019            | Nashville                 | USLC                      | 12+2       | 1+0        | USOC            | -               | -               |                    | -                  | -                  |             | -           | -           | 14     | 1      |
| 2020                      | T.B. Rowdies              | USLC                      | 16+3       | 3+0        |                 | -               | -               |                    | -                  | -                  |             | -           | -           | 19     | 3      |
| 2021                      | T.B. Rowdies              | USLC                      | 32+4       | 1+0        |                 | -               | -               |                    | -                  | -                  |             | -           | -           | 36     | 1      |
| Totale T.B. Rowdies       | Totale T.B. Rowdies       | Totale T.B. Rowdies       | 48+7       | 4+0        |                 | -               | -               |                    | -                  | -                  |             | -           | -           | 55     | 4      |
| 2022                      | GIF Sundsvall             | A                         | 20         | 0          | CS+CS           | 3+1             | 0+1             |                    | -                  | -                  |             | -           | -           | 24     | 1      |
| Totale carriera           | Totale carriera           | Totale carriera           | 182        | 16         |                 | 13              | 3               |                    | -                  | -                  |             | -           | -           | 195    | 19     |